# Ozun
Ozun (in ungherese Uzon) è un comune della Romania di 4599 abitanti, ubicato nel distretto di Covasna, nella regione storica della Transilvania.
Il comune è formato dall'unione di 7 villaggi: Bicfalău, Lisnău, Lisnău-Vale, Lunca Ozunului, Măgheruș, Ozun, Sântionlunca.